# Xanthorhoe belgarum
Xanthorhoe belgarum är en fjärilsart som beskrevs av Claude Herbulot 1981. Xanthorhoe belgarum ingår i släktet Xanthorhoe och familjen mätare. Inga underarter finns listade i Catalogue of Life.